# 三溪口街道
三溪口街道，原为石溪乡，是中华人民共和国浙江省丽水市青田县下辖的一个乡镇级行政单位。2019年2月，撤乡设街道。区划代码改为331121004。

## 行政区划
石溪乡下辖以下地区：
溪口村、下坦村、石溪村、国垟村、黄山砻村、吴山村、金泉村和张山村。